# Stazione meteorologica di Bivona
La stazione meteorologica di Bivona è la stazione meteorologica di riferimento relativa al comune di Bivona.

## Coordinate geografiche
La stazione meteorologica si trova nell'Italia insulare, in Sicilia, in provincia di Agrigento, nel comune di Bivona, a 503 m s.l.m..

## Dati climatologici
Con estati prolungate e inverni miti, il regime climatico bivonese, come quello dell'intera area dei Monti Sicani, è classificato come temperato caldo di tipo "xeroterico mediterraneo". La morfologia e le differenze altimetriche determinano tuttavia una relativa variabilità fra le diverse località del territorio comunale. 
Il mese più freddo è gennaio, quando le temperature sono comprese tra un valore minimo giornaliero di 4,8 °C e uno massimo di 11,6 °C; il mese più caldo è luglio, con estremi termici compresi tra i 20 °C e i 33 °C. Pochi sono i giorni di gelo.
Le precipitazioni sono maggiori nei mesi di dicembre e gennaio e diminuiscono progressivamente fino a raggiungere il minimo nel mese di luglio. Le precipitazioni nevose si registrano soprattutto nel mese di gennaio e, più raramente, negli altri mesi invernali.
In base alla media trentennale di riferimento 1961-1990, la temperatura media del mese più freddo, gennaio, si attesta a +8,2 °C; quella del mese più caldo, agosto, è di +26,6 °C.
| Bivona             | Mesi | Mesi | Mesi | Mesi | Mesi | Mesi | Mesi | Mesi | Mesi | Mesi | Mesi | Mesi | Stagioni | Stagioni | Stagioni | Stagioni | Anno |
| Bivona             | Gen  | Feb  | Mar  | Apr  | Mag  | Giu  | Lug  | Ago  | Set  | Ott  | Nov  | Dic  | Inv      | Pri      | Est      | Aut      | Anno |
| ------------------ | ---- | ---- | ---- | ---- | ---- | ---- | ---- | ---- | ---- | ---- | ---- | ---- | -------- | -------- | -------- | -------- | ---- |
| T. max. media (°C) | 11,6 | 13,1 | 15,3 | 18,7 | 24,6 | 30,0 | 33,0 | 32,8 | 28,3 | 22,0 | 16,7 | 13,1 | 12,6     | 19,5     | 31,9     | 22,3     | 21,6 |
| T. min. media (°C) | 4,8  | 5,1  | 6,4  | 8,5  | 12,3 | 17,2 | 20,0 | 20,4 | 17,0 | 12,8 | 9,4  | 6,5  | 5,5      | 9,1      | 19,2     | 13,1     | 11,7 |

- Classificazione climatica: zona C, 1268 GG[2]